# Aeropuerto Internacional Rafael Núñez
El Aeropuerto Internacional Rafael Núñez (IATA: CTG, OACI: SKCG) (anteriormente: Aeropuerto de Crespo) se encuentra en Cartagena de Indias, la capital del departamento de Bolívar (Colombia). Con un movimiento de 7 510 923 de pasajeros, es el más importante de la costa Caribe colombiana y el tercero a nivel nacional en tráfico de pasajeros después del Aeropuerto Internacional El Dorado de Bogotá y el Aeropuerto Internacional José María Córdova de Rionegro, Antioquía que le sirve a la ciudad de Medellín.
El aeropuerto está localizado al norte de la ciudad, exactamente en el barrio de Crespo. Su nombre, Rafael Núñez, hace referencia al expresidente homónimo colombiano, quien escribió las estrofas del himno nacional de Colombia y quien nació en la ciudad.
Desde 1996 y hasta febrero del 2024, fue administrado bajo la figura de concesión por la Sociedad Aeroportuaria de la Costa S.A. (SACSA), mientras que en la actualidad, es administrado por la Operadora Internacional Aeropuerto de Cartagena.
Algunas aerolíneas como: Avianca, Copa Airlines Colombia, Spirit Airlines, Delta Airlines y KLM tienen vuelos desde este terminal aéreo hacia ciudades de Norte, Centro, Sudamérica y Europa.

## Historia
Fue en Cartagena donde se dieron los primeros pasos de la aviación en Colombia.
A finales de 1919, los empresarios, uno cartagenero, Nemesio De la Espriella, y uno antioqueño, Guillermo Echavarría establecieron negociaciones para importar un avión francés de los producidos por la casa Farman de Aviación, con el único inconveniente que el avión llegó a Cartagena desarmado y en cajas. En septiembre de 1919, en Medellín Echavarría y otros industriales constituyeron la Compañía Colombiana de Navegación Aérea o CCNA y eligieron Cartagena de Indias como su centro de operaciones mientras la CCNA mantuvo su sede social principal en Medellín.
De una vez se procedió a construir un hangar de palmas en los terrenos de Bocagrande, que en ese entonces era una simple península cubierta de manglares, iconos y algunas que otra residencia campestre. El hangar tenía las siguientes especificaciones: 30 m (metros) de Boca, con la particularidad que se podía salir en hidroavión de la bahía y por tierra en los aviones de ruedas, de allí se da inicio en 1920 a la Compañía Colombiana de Navegación Aérea.
El 22 de febrero de 1920, se realiza vuelo de correo con destino a Barranquilla causó tanta sorpresa, que una semana más tarde ya se estaban colocando en la arenosa las primeras piedras para la construcción del aeródromo nacional colombiana así como su deseo de importar un nuevo avión, El Goliat, bautizado Barranquilla.
En 1920, se establece el primer aeropuerto de Cartagena localizado en un terreno de Bocagrande que pertenecía a la Compañía Colombiana de Navegación Aérea. En este aeropuerto el 26 de enero de 1928, Cartagena recibe el más grande pionero de los vuelos trasatlántico: Charles Lindbergh, quien al mando de su nave “Spirit of Saint Louis” aterriza en él. Tras varios accidentes, problemas con su tecnología francesa y la competencia de SCADTA desde Barranquilla, CCNA fue liquidada en 1922.
En 1930, se inaugura un nuevo aeródromo en la isla de Manzanillo que perteneció la compañía Sociedad Colombo-Alemana de Transporte Aéreo (SCADTA). Más tarde en el año de 1939 en medio de los embargos a propiedades alemanas SCADTA se fusiona forzosamente con la estatal SACO (Servicio Aéreo Colombiano) cambia de razón social y pasa a llamarse Avianca, abreviación de Aerovías Nacionales de Colombia.
En 1947, aparece LANSA quien se ubica en Crespo, y construye dos pistas de aterrizaje; una principal de 1600 m de longitud y otra para vientos cruzados de 930 m de longitud, en ese momento se presenta Cartagena la situación de dos aeropuertos, pero en los años 50 LANSA vende las instalaciones a Avianca que cierra sus operaciones en Manzanillo y se traslada a Crespo.
Más tarde, Avianca vende las instalaciones aeroportuarias a la Empresa Colombiana de Aeródromos (ECA) quedando en administración el Departamento Administrativo Aeronáutica Civil (DAAC). En el año de 1986 el aeropuerto de Crespo pasa a llamarse Rafael Núñez en homenaje al centenario de la Constitución de Colombia creada por ilustrísimo personaje cartagenero quien en vida fue tres veces Presidente de la República y compositor de la letra del himno nacional.
En 1996, el gobierno privatiza el aeropuerto administrativamente y en licitación pública pasa a ser de la Sociedad Aeroportuaria de la Costa S.A. (SACSA) conformada por una sociedad Colombo Española quienes lo administran actualmente.
Desde principios del 2000, el aeropuerto se consolida como el principal aeropuerto del Caribe colombiano, y mantiene una tendencia de crecimiento continua. En 2018, supera al Aeropuerto de Cali - Palmira - Alfonso Bonilla Aragón y manteniendo su posición en el Caribe a gran distancia de Barranquilla, es hoy el tercer aeropuerto de Colombia en tráfico de pasajeros. Por este continuo y robusto crecimiento, se presentó un proyecto de ampliación en su misma ubicación de Crespo para evitar el colapso de la terminal.
Paralelamente, ante la saturación del Aeropuerto El Dorado de Bogotá, la demanda de conexiones directas a Cartagena de Indias, sus otras ventajas comerciales, turísticas, portuarias e industriales y las limitaciones del predio de Crespo, en 2018, una promotora de empresarios cartageneros que impulsó el proyecto desde 2016 y la firma Opaín presentaron a la Agencia Nacional de Infraestructura de Colombia un proyecto de un Nuevo Aeropuerto para Cartagena de Indias. Puesto que el proyecto de expansión del actual terminal tiene una capacidad final de diez millones de pasajeros que la actual ubicación no puede soportar. Está previsto que la Agencia Nacional de Infraestructura decida sobre ambos proyectos, a lo largo de 2020. Previsiblemente, se aprobarán ambos, primero la expansión del actual terminal, mientras se construye el nuevo aeropuerto en terrenos de la localidad de Bayunca en el perímetro urbano de la ciudad al norte.

## Aerolíneas y destinos
Las siguientes es la lista de destinos desde el Aeropuerto Internacional Rafael Núñez de Cartagena de Indias, capital del departamento de Bolívar (Colombia).

### Pasajeros
| Aerolíneas               | Destinos                                                                                                   | Alianza       |
| ------------------------ | --- | ------------- |
| Aeroméxico               | Ciudad de México                                                                                           | SkyTeam       |
| Air Canada               | Estacional: Montreal–Trudeau, Toronto–Pearson (ambos inician el 20 de diciembre de 2025)                   | Star Alliance |
| Air Century              | Punta Cana                                                                                                 | N/A           |
| Air Transat              | Estacional: Montreal–Trudeau, Toronto–Pearson                                                              | N/A           |
| American Airlines        | Miami | Oneworld      |
| Arajet                   | Punta Cana, Santo Domingo–Las Américas                                                                     | N/A           |
| Avianca                  | Bogotá, Cali, Medellín–JMC, Miami, Nueva York–JFK, Pereira Estacional: San Andrés Islas, Santiago de Chile | Star Alliance |
| Avianca Costa Rica       | San José de Costa Rica                                                                                     | Star Alliance |
| Clic Air                 | Medellín–Olaya Herrera                                                                                     | N/A           |
| Copa Airlines            | Ciudad de Panamá–Tocumen                                                                                   | Star Alliance |
| Delta Air Lines          | Atlanta | SkyTeam       |
| Edelweiss Air            | Estacional: Zúrich                                                                                         | Star Alliance |
| JetBlue Airways          | Nueva York–JFK                                                                                             | N/A           |
| JetSMART Colombia        | Bogotá, Cali, Cúcuta, Medellín–JMC, Pereira                                                                | N/A           |
| JetSMART Perú            | Lima | N/A           |
| KLM                      | Ámsterdam                                                                                                  | SkyTeam       |
| LATAM Colombia           | Bogotá, Cali, Medellín–JMC, San Andrés Islas                                                               | N/A           |
| LATAM Perú               | Lima | N/A           |
| Neos                     | Estacional: Milán–Malpensa                                                                                 | N/A           |
| Plus Ultra Líneas Aéreas | Madrid Estacional: Varsovia                                                                                | N/A           |
| Spirit Airlines          | Fort Lauderdale, Orlando                                                                                   | N/A           |
| Wingo                    | Bogotá, Cali, Ciudad de Panamá–Balboa, Medellín–JMC, San Andrés Islas                                      | N/A           |

Notas
1. ↑  Los Vuelos de Edelweiss Air de Zúrich a Cartagena hace una escala en Bogotá.
2. ↑  Los Vuelos de KLM de Ámsterdam a Cartagena hace una escala en Bogotá.
3. ↑  Los Vuelos de Neos de Milán a Cartagena y de Cartagena a Milán hace una escala en Punta Cana.

### Carga
| Aerolíneas      | Destinos |
| --------------- | -------- |
| AerCaribe Cargo | Bogotá   |
| LAS Cargo       | Bogotá   |

### Destinos nacionales
Se brinda servicio a 11 ciudades, dentro del país a cargo de 5 aerolíneas.
| Ciudades                        | (Código IATA) Nombre del aeropuerto                   | Aerolíneas (aeronaves) | Aerolíneas (aeronaves) | Aerolíneas (aeronaves) | Aerolíneas (aeronaves) | Aerolíneas (aeronaves) | # |
| Ciudades                        | (Código IATA) Nombre del aeropuerto                   | Avianca                | LATAM                  | JetSMART               | Wingo                  | Clic Air               | # |
| ------------------------------- | ----------------------------------------------------- | ---------------------- | ---------------------- | ---------------------- | ---------------------- | ---------------------- | - |
| Bogotá                          | (BOG) Aeropuerto Internacional El Dorado              | ●                      | ●                      | ●                      | ●                      |                        | 4 |
| Bucaramanga                     | (BGA) Aeropuerto Internacional Palonegro              | ●                      |                        |                        |                        |                        | 1 |
| Cali                            | (CLO) Aeropuerto Internacional Alfonso Bonilla Aragón | ●                      | ●                      | ●                      |                        |                        | 3 |
| Cúcuta                          | (CUC) Aeropuerto Internacional Camilo Daza            |                        |                        | ●                      |                        |                        | 1 |
| Medellín                        | (MDE) Aeropuerto Internacional José María Córdova     | ●                      | ●                      | ●                      | ●                      |                        | 5 |
| Medellín                        | (EOH) Aeropuerto Olaya Herrera                        |                        |                        |                        |                        | ●                      | 5 |
| Pereira                         | (PEI) Aeropuerto Internacional Matecaña               | ●                      |                        | ●                      |                        |                        | 2 |
| San Andrés Islas                | (ADZ) Aeropuerto Internacional Gustavo Rojas Pinilla  | ● [Estacional]         | ●                      |                        | ●                      |                        | 3 |
| Total: 7 destinos, 5 aerolíneas | Total: 7 destinos, 5 aerolíneas                       | 6                      | 4                      | 5                      | 3                      | 1                      | 7 |

### Destinos internacionales
Se ofrece servicio a 19 destinos internacionales, a cargo de 19 aerolíneas.
| Ciudades por países                                | Aeropuerto                                            | Aerolíneas                                                                               | Aeronaves                                       | Frecuencias semanales                      |
| Norteamérica                                       | Norteamérica                                          | Norteamérica                                                                             | Norteamérica                                    | Norteamérica                               |
| -------------------------------------------------- | ----------------------------------------------------- | ---------------------------------------------------------------------------------------- | ----------------------------------------------- | ------------------------------------------ |
| Canadá (2 destinos [2 estacionales], 2 aerolíneas) |                                                       |                                                                                          |                                                 |                                            |
| Montreal                                           | Aeropuerto Internacional Pierre Elliott Trudeau       | Air Canada (Estacional) (inicia el 20 de diciembre de 2025) / Air Transat (Estacional)   | B38M / A21N                                     | 1 (2 a partir del 20 de diciembre de 2025) |
| Toronto                                            | Aeropuerto Internacional Toronto Pearson              | Air Canada (Estacional) (reinicia el 20 de diciembre de 2025) / Air Transat (Estacional) | B38M / A321, A21N                               | 4 (Inicia el 2 de noviembre de 2025)       |
| Estados Unidos (6 destinos, 5 aerolíneas)          |                                                       |                                                                                          |                                                 |                                            |
| Atlanta                                            | Aeropuerto Internacional Hartsfield-Jackson           | Delta Air Lines                                                                          | B738                                            | 7                                          |
| Fort Lauderdale                                    | Aeropuerto Internacional de Fort Lauderdale-Hollywood | Spirit Airlines                                                                          | A320                                            | 7                                          |
| Miami                                              | Aeropuerto Internacional de Miami                     | American Airlines / Avianca                                                              | A319, B738, B38M / A319                         | 35                                         |
| Nueva York                                         | Aeropuerto Internacional John F. Kennedy              | Avianca / JetBlue Airways                                                                | A319, A20N / A320, A21N                         | 21                                         |
| Orlando                                            | Aeropuerto Internacional de Orlando                   | Spirit Airlines                                                                          | A319, A20N                                      | 2                                          |
| México (1 destino, 1 aerolínea)                    |                                                       |                                                                                          |                                                 |                                            |
| Ciudad de México                                   | Aeropuerto Internacional de la Ciudad de México       | Aeroméxico                                                                               | B38M                                            | 7                                          |
| Centroamérica y El Caribe                          |                                                       |                                                                                          |                                                 |                                            |
| Costa Rica (1 destino, 1 aerolínea)                |                                                       |                                                                                          |                                                 |                                            |
| San José                                           | Aeropuerto Internacional Juan Santamaría              | Avianca Costa Rica                                                                       | A320                                            | 8                                          |
| Panamá (1 destino, 2 aerolíneas)                   |                                                       |                                                                                          |                                                 |                                            |
| Ciudad de Panamá                                   | Aeropuerto Internacional de Tocumen                   | Copa Airlines                                                                            | B738                                            | 28                                         |
| Ciudad de Panamá                                   | Aeropuerto Internacional Panamá Pacífico              | Wingo                                                                                    | B738                                            | 5                                          |
| República Dominicana (2 destinos, 2 aerolíneas)    |                                                       |                                                                                          |                                                 |                                            |
| Punta Cana                                         | Aeropuerto Internacional de Punta Cana                | Air Century / Arajet                                                                     | CRJ200 / B38M                                   | 6                                          |
| Santo Domingo                                      | Aeropuerto Internacional Las Américas                 | AraJet                                                                                   | B38M                                            | 2                                          |
| Sudamérica                                         |                                                       |                                                                                          |                                                 |                                            |
| Chile (1 destino [estacional], 1 aerolínea)        |                                                       |                                                                                          |                                                 |                                            |
| Santiago de Chile                                  | Aeropuerto Internacional Arturo Merino Benítez        | Avianca (Estacional)                                                                     | A20N                                            | 3                                          |
| Perú (2 destinos, 2 aerolíneas)                    |                                                       |                                                                                          |                                                 |                                            |
| Lima                                               | Aeropuerto Internacional Jorge Chávez                 | JetSMART Perú / LATAM Perú                                                               | A320, A20N / A319, A320, A20N                   | 17                                         |
| Europa                                             |                                                       |                                                                                          |                                                 |                                            |
| España (1 destino, 1 aerolínea)                    |                                                       |                                                                                          |                                                 |                                            |
| Madrid                                             | Aeropuerto Adolfo Suárez Madrid-Barajas               | Plus Ultra Líneas Aéreas                                                                 | A332                                            | 3                                          |
| Italia (1 destino [estacional], 1 aerolínea)       |                                                       |                                                                                          |                                                 |                                            |
| Milán                                              | Aeropuerto de Milán-Malpensa                          | Neos (Estacional) (vía PUJ)                                                              | B789                                            | 1                                          |
| Países Bajos (1 destino, 1 aerolínea)              |                                                       |                                                                                          |                                                 |                                            |
| Ámsterdam                                          | Aeropuerto de Ámsterdam-Schiphol                      | KLM                                                                                      | B772, B789, B78X                                | 7                                          |
| Polonia (1 destino [estacional], 1 aerolínea)      |                                                       |                                                                                          |                                                 |                                            |
| Varsovia                                           | Aeropuerto de Varsovia-Chopin                         | Plus Ultra Líneas Aéreas (Estacional)                                                    | A332                                            | 1                                          |
| Suiza (1 destino [estacional], 1 aerolínea)        |                                                       |                                                                                          |                                                 |                                            |
| Zúrich                                             | Aeropuerto Internacional de Zúrich                    | Edelweiss Air (Estacional)                                                               | A343, A359 (a partir del 29 de octubre de 2025) | 2                                          |
| Total: 19 destinos, 13 países, 19 aerolíneas       |                                                       |                                                                                          |                                                 |                                            |

### Destinos Finalizados

#### Aerolíneas extintas
| Destino                      | Aeropuerto                                          | Aeronaves                                               | Notación |
| ---------------------------- | --------------------------------------------------- | ------------------------------------------------------- | -------- |
| Aerocondor Colombia          |                                                     |                                                         |          |
| Miami, Estados Unidos        | Aeropuerto Internacional de Miami                   | A300, B707, B720                                        |          |
| Bogotá                       | Aeropuerto Internacional El Dorado                  | A300, B707, C-46, CL-44, C-180, DC-3, DC-4. DC-6, L-188 |          |
| ACES Colombia                |                                                     |                                                         |          |
| Bogotá                       | Aeropuerto Internacional El Dorado                  | A320, B727,                                             |          |
| Bucaramanga                  | Aeropuerto Internacional Palonegro                  | ATR-42                                                  |          |
| Medellín                     | Aeropuerto Internacional José María Córdova         | A320, B727                                              |          |
| Pereira                      | Aeropuerto Internacional Matecaña                   | ATR-42                                                  |          |
| Intercontinental de Aviación |                                                     |                                                         |          |
| Bogotá                       | Aeropuerto Internacional El Dorado                  | DC-9                                                    |          |
| Cali                         | Aeropuerto Internacional Alfonso Bonilla Aragón     | DC-9                                                    |          |
| San Andrés Isla              | Aeropuerto Internacional Gustavo Rojas Pinilla      | DC-9                                                    |          |
| Air Madrid                   |                                                     |                                                         |          |
| Barcelona                    | Aeropuerto de Barcelona                             | A310, A330                                              |          |
| Madrid                       | Aeropuerto de Madrid-Barajas                        | A310, A330                                              |          |
| LANSA                        |                                                     |                                                         |          |
| Barranquilla                 | Aeródromo Las Nieves                                | 625A, DC-3, DC-4                                        |          |
| Bogotá                       | Aeropuerto de Techo                                 | 625A, DC-3, DC-4                                        |          |
| SAM                          |                                                     |                                                         |          |
| Bogotá                       | Aeropuerto Internacional El Dorado                  | Avro RJ100                                              |          |
| Cali                         | Aeropuerto Internacional Alfonso Bonilla Aragón     | Avro RJ100                                              |          |
| Capurganá                    | Aeropuerto de Capurganá                             | DHC-6 Twin Otter                                        |          |
| Medellín                     | Aeropuerto Internacional José María Córdova         | Avro RJ100                                              |          |
| San Andrés Isla              | Aeropuerto Internacional Gustavo Rojas Pinilla      | Avro RJ100                                              |          |
| ADA                          |                                                     |                                                         |          |
| Cúcuta                       | Aeropuerto Internacional Camilo Daza                | JS-32                                                   |          |
| Viasa                        |                                                     |                                                         |          |
| Caracas                      | Aeropuerto Internacional de Maiquetía Simón Bolívar | B727                                                    |          |
| San José de Costa Rica       | Aeropuerto Internacional Juan Santamaría            | B727                                                    |          |

#### Aerolíneas operativas
| Destino                         | Aeropuerto                                            | Aeronaves                          | Notación                                                |
| ------------------------------- | ----------------------------------------------------- | ---------------------------------- | ------------------------------------------------------- |
| Avianca                         |                                                       |                                    |                                                         |
| Madrid, España                  | Aeropuerto Internacional de Barajas                   | B747, B767                         |                                                         |
| Air Canada Rouge                |                                                       |                                    |                                                         |
| Toronto                         | Aeropuerto Internacional Toronto Pearson              | A321                               | Vuelos estacionales (reemplazada por matriz Air Canada) |
| Clic Air                        |                                                       |                                    |                                                         |
| Cúcuta                          | Aeropuerto Internacional Camilo Daza                  | JS-41                              |                                                         |
| Santa Marta                     | Aeropuerto Internacional Simón Bolívar                | JS-41                              |                                                         |
| Copa Airlines Colombia          |                                                       |                                    |                                                         |
| Bogotá                          | Aeropuerto Internacional El Dorado                    | E190                               |                                                         |
| Cali                            | Aeropuerto Internacional Alfonso Bonilla Aragón       | B727, DC-9, MD-80                  |                                                         |
| Caracas, Venezuela              | Aeropuerto Internacional de Maiquetía Simón Bolívar   | B727, DC-9, MD-80                  |                                                         |
| Medellín                        | Aeropuerto Internacional José María Córdova           | B727, DC-9, MD-80                  | Opera Vuelos Estacionales                               |
| LATAM Colombia                  |                                                       |                                    |                                                         |
| Barranquilla                    | Aeropuerto Internacional Ernesto Cortissoz            | F-27, Q100, Q200, Q300             |                                                         |
| Bucaramanga                     | Aeropuerto Internacional Palonegro                    | B737, F-27, Q100, Q200, Q300, Q400 |                                                         |
| Caracas, Venezuela              | Aeropuerto Internacional de Maiquetía Simón Bolívar   | B737, Q100, Q200, Q300             |                                                         |
| Panamá, Panamá                  | Aeropuerto Internacional Tocumen                      | B737, Q100, Q200, Q300             |                                                         |
| Cúcuta                          | Aeropuerto Internacional Camilo Daza                  | B737, F-27, Q100, Q200, Q300       |                                                         |
| Fort Lauderdale, Estados Unidos | Aeropuerto Internacional de Fort Lauderdale-Hollywood | B737                               |                                                         |
| Maracaibo, Venezuela            | Aeropuerto Internacional de La Chinita                | B737, Q100, Q200, Q300             |                                                         |
| Montería                        | Aeropuerto Los Garzones                               | F-27, Q100, Q200, Q300             |                                                         |
| Nueva York, Estados Unidos      | Aeropuerto Internacional John F. Kennedy              | B737                               |                                                         |
| Oranjestad, Aruba               | Aeropuerto Internacional Reina Beatriz                | Q100, Q200, Q300                   |                                                         |
| Venezolana                      |                                                       |                                    |                                                         |
| Maracaibo, Venezuela            | Aeropuerto Internacional de La Chinita                | MD-82                              |                                                         |

## Capacidad y estructura
- El aeropuerto se conecta con 3 bahías de acceso desde la pista; los aviones carretean 1000 m (metros) por la pista hasta la parada de volteo de 300 m y toman posición de despegue. La pista posee 45 m de ancho y 2390 m de largo a 2 m s. n. m. (metros sobre el nivel del mar). Proporciona capacidad suficiente para que los modernos aviones transatlánticos puedan operar sin problemas.
- Se facilitan todos los servicios necesarios: empresa de suministro de alimentos, combustible y el handling apropiado.
- El aeropuerto tiene la capacidad de albergar 11 aviones y un área de cielos abiertos para aviones tipo chárter.
- El aeropuerto posee 3 máquinas de bomberos principales y 2 auxiliares, así de un completo equipo de reacción primario.

## Aeropuertos y Aeródromos cercanos
- Barranquilla: Aeropuerto Internacional Ernesto Cortissoz.
- El Carmen de Bolívar: Aeródromo Montemariano.
- Corozal: Aeropuerto Las Brujas.